# Aleksja (medycyna)
Aleksja (stgr. ἀλέξις), niezdolność czytania – zaburzenie objawiające się częściową lub całkowitą niezdolnością rozumienia słowa pisanego (drukowanego). Osoby na nią cierpiące nie mają zaburzeń wzroku czy słuchu i potrafią rozumieć słowa wymawiane.
Jej przyczyną jest uszkodzenie dominującej (najczęściej lewej) półkuli mózgu, co uniemożliwia przez człowieka powiązania danego dźwięku z prawidłowo rozpoznawaną literą.
W terminologii angielskiej zaburzenie to czasami jest nazywane word blindness ("ślepota na słowa") lub visual aphasia ("afazja wzrokowa").
Czysta aleksja nazywana też czystą ślepotą słów lub aleksją bez agrafii to skrajny przypadek, w którym osoba dotknięta aleksją zachowała zdolność pisania (spontanicznie i pod
dyktando) jednak nie potrafi odczytać słów, które sama zapisała.